# Cyd Gray
Cyd Gray (Scarborough, 1976. november 21. –) Trinidad és Tobagó-i válogatott labdarúgó.

## Pályafutása

### Klubcsapatban
1992 és 1993 között a Joe Public csapatában játszott. 2001 és 2007 között a San Juan Jabloteh játékosa volt, melynek tagjaként három bajnoki címet szerzett. 2008-ban az indiai Pune FC igazolta le, de kis idő múlva visszatért a San Juan Jabloteh csapatához és újabb bajnoki címet szerzett. 2009-ben a United Petrotrin, 2010-ben a Ma Pau Stars játékosa volt.    

### A válogatottban
2001 és 2010 között 48 alkalommal szerepelt a Trinidad és Tobagó-i válogatottban és 1 gólt szerzett. Részt vett a 2002-es és a 2005-ös CONCACAF-aranykupán, valamint a 2006-os világbajnokságon.

## Sikerei, díjai
Joe Public FC
- Trinidad és Tobagó-i bajnok (1): 1998

San Juan Jabloteh
- Trinidad és Tobagó-i bajnok (4): 2002, 2003–04, 2007, 2008

## Külső hivatkozások
- Cyd Gray adatlapja a National-Football-Teams.com oldalon (angolul)

- Cyd Gray (angol nyelven). FootballDatabase.eu
- Cyd Gray (német nyelven). kicker.de
- Cyd Gray adatlapja a worldfootball.net oldalon (angolul)